# Ингури
Ингу́ри, Ингу́р (абх. Егры, груз. ენგური — Энгури, мегр. ინგირი Ингири) — река на Южном Кавказе, в верхнем течении проходящая по территории Грузии, а в нижнем течении является границей территорий, контролируемых частично признанной Абхазией и Грузией. Длина — 213 км, площадь водосборного бассейна — 4060 км².

## Течение
Берёт начало несколькими истоками из ледников Шхара и Нуамкуан (Куамкуан, Нуам-Куам) Главного, или Водораздельного, хребта Большого Кавказа, основной исток находится на южном склоне горы Шхара, у одноимённого ледника, другие — в снежниках на склонах Ушбы. В верховьях течёт по Сванетской котловине, ниже — в глубоком и узком ущелье, затем в постепенно расширяющейся долине; у города Джвари выходит на Колхидскую низменность. Впадает в Чёрное море.

## Питание
Питание ледниковое и дождевое. Средний годовой расход воды вблизи устья составляет 170 м³/с. Половодье с марта по сентябрь. Сплав леса. Воды ограниченно используются для орошения. На Ингури расположена Ингурская ГЭС, построенная в 1970-х годах, а также недостроенная Худонская ГЭС.

## Инфраструктура
С 2008 года нижнее течение реки служит абхазо-грузинской границей. На реке расположен Ингурский автомобильный мост, на котором находится единственный КПП, через который границу могут пересекать транспортные средства.
Ранее через реку шёл также Шамгонский железнодорожный мост, но он был разрушен во время грузино-абхазской войны 1992—1993 годов и не был восстановлен. По разрушенному пролёту железнодорожного моста впоследствии был проложен деревянный настил, использовавшийся пешеходами, но в 2008 году на мосту произошёл взрыв, после чего использование моста для прохода стало невозможным.